# Carneola
Carneola je stara oznaka za kasnejšo deželo Kranjsko.
Oznako Carneola je prvi uporabil  Anonimni geograf iz Ravene v svoji knjigi 
Cosmographia. S tem izrazom je označil prostor od Ljubljane do Kranjske Gore in navaja 25 naselbin, od katerih razenj Kranja (Carnium) ni mogoče nobene točno lokalizirati, ter reko Kokro. Po istem avtorju se je pokrajina prej imenovala Alpes Iuliana.